# Ai Chi
Ai Chi es una forma de ejercicio acuático utilizado tanto como técnica de relajación, como para el ejercicio físico y la rehabilitación.
El Ai Chi clínico se distingue como forma especializada de la terapia acuática. En esencia, el Ai Chi utiliza técnicas de respiración y resistencia progresiva bajo el agua para relajar y fortalecer el cuerpo y se basa en conocimientos del Chi kung y el Taichí.
El Ai Chi se desarrolla a partir de 1993 por el profesor Jun Konno del Aquadynamics Institute en Yokohama (Japón) como ejercicio de preparación para el Watsu.  El término "Ai Chi clínico" se distingue del original por una especialización como aplicación terapéutica.